# Can't Love, Can't Hurt
Can't Love, Can't Hurt è il secondo album in studio del gruppo alternative rock statunitense Augustana, pubblicato nel 2008.

## Tracce
1. Hey Now – 4:39
2. I Still Ain't Over You – 3:31
3. Sweet and Low – 3:34
4. Twenty Years – 4:27
5. Meet You There – 3:14
6. Fire – 2:31
7. Either Way, I'll Break Your Heart Someday – 4:11
8. Dust – 5:04
9. Rest, Shame, Love – 3:59
10. Where Love Went Wrong – 5:31

## Formazione
- Dan Layus – voce, chitarre, piano
- Jared Palomar – basso, cori
- Justin South – batteria, cori
- Chris Sachtleben – chitarre, mandolino, cori
- John Fredericks – piano, tastiere, organo, chitarre, cori